# Францішек Сава
Францішек Сава (пол. Franciszek Sawa; нар. 1833 — пом 22 квітня 1897) — польський державний та релігійний діяч. Депутат Галицького сейму 4-го, 5-го та 6-го скликань.
Маршалок повітової ради Тлумача, почесний канонік

## Біографія
Народився 1833 року. 1874 року ініціював будівництво нового костелу в м. Тлумач, який збудували 1876 року. Нині відомий як Костел святої Анни
В 1877 році від округу Тисмениця-Товмач обраний послом до Галицького сейму, був послом до 1882 року.
В 1882 році обраний послом за тим же округом до Галицького сейму, був послом до 1889. В 1884 році написав книгу «Польська історія і надії»
В 1889 році третє поспіль обраний послом до Галицького сейму, був послом до 1895. Настоятель костелу святої Анни раніше з 1874 до своєї смерті в 1897
Помер в 1897 році, похований в місті Товмач.